# Amphichorema zotheculum
Amphichorema zotheculum är en nattsländeart som först beskrevs av Oliver S. Flint Jr. 1969.  Amphichorema zotheculum ingår i släktet Amphichorema och familjen Hydrobiosidae. Inga underarter finns listade i Catalogue of Life.

## Bildgalleri

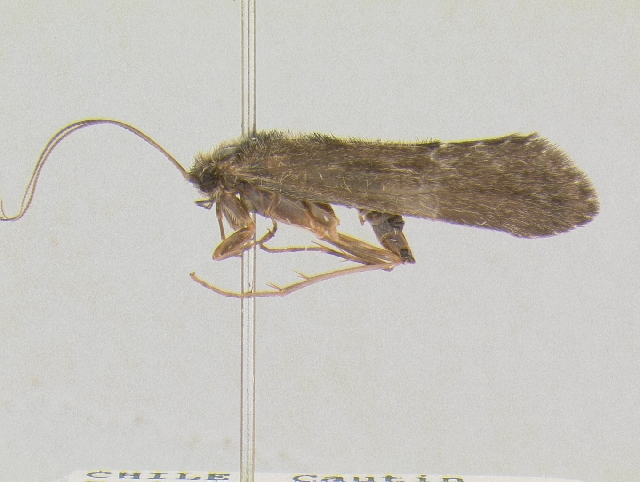